# Grouwi
Der Grouwi war eine Masseneinheit für Gold in Fessan.
- 1 Grouwi = 134,856 Gramm = 8,091 Lot (Preußen = 16,667 Gramm)[1]
- 1 Grouwi = 33 1/3 Mitkals/Mitgals = 5 Oghia/Unze/Okkia
  - 1 Mitgal = 24 Karubas = 4,0457 Gramm